# 렝크
렝크(Lenk) 또는 정식 명칭은 렝크 임 지멘탈(Lenk im Simmental)은 스위스 베른주의 오버지멘탈-자넨구에 있는 시정촌이다.

## 역사
렝크는 1370년에 An der Leng으로 처음 언급되었다.
이 지역에서 가장 오래된 정착지의 흔적은 지자체 주변에 흩어져 있는 신석기 시대 유물에서 비롯된다. 청동기 시대에는 부르크뷜(Burgbühl)과 뷔르슈테후벨(Bürstehubel)이 모두 요새화되었다. 로마 시대에 이 지역은 라빌(Rawil)과 칼트바서 고개를 가로지르는 주요 남북 도로를 따라 있었다. 그들은 이피크제(Iffigsee)에 휴게소와 작은 예배당을, 이피겐알프(Iffigenalp)에 도로와 석회 가마를 지었다. 중세 시대에는 청동기 요새가 다시 점령되었고, 그 지역은 마넨베르크 영지와 폰 라론 남작의 땅으로 분할되었다. 토지는 여러 소유주를 거쳐 1502년까지 베른이 현대 시정촌의 토지를 다스렸다. 시정촌은 1504-1505년에 이웃한 장크트 슈테판에서 분리되었다. 1522년에는 베른주에서 주권을 획득했다.
마을 교회는 1505년에 지어졌다. 교회는 1513년에 본당 교회가 되었다. 1528년에 베른시는 종교 개혁의 새로운 신앙을 받아들였다. 렝크는 오버란트의 많은 사람들과 함께 처음에 새로운 신앙에 저항했지만, 같은 해에 그것을 받아들일 수밖에 없었다. 다음 해에 렝크는 가톨릭 발레주로부터 스스로를 보호해야 했다. 종교에 대한 갈등으로 인해 한동안 발레주로 가는 라빌 고개가 폐쇄되었다. 그러나 고개는 1913년 뢰취베르크 철도가 건설될 때까지 중요한 무역로로 남아 있었다. 1878년에 마을의 많은 부분이 화재로 파괴되었다. 교회는 1881년 3년 후에 다시 지어졌다.
19세기 중반에 관광객들은 자연 명소를 보고 광천수에서 목욕을 하기 위해 렝크에 오기 시작했다. 약용 스파는 1843년에 문을 열었고, 1900년에는 그랜드 호텔로 점차 확장되었다. 1969년에 오래된 호텔은 새로운 스파와 실내 수영장으로 교체되었다. 오늘날 관광은 렝크의 주요 산업이다. 많은 두 번째 집과 휴가용 샬레가 오래된 마을 중심 외부에 지어졌다.

## 지리

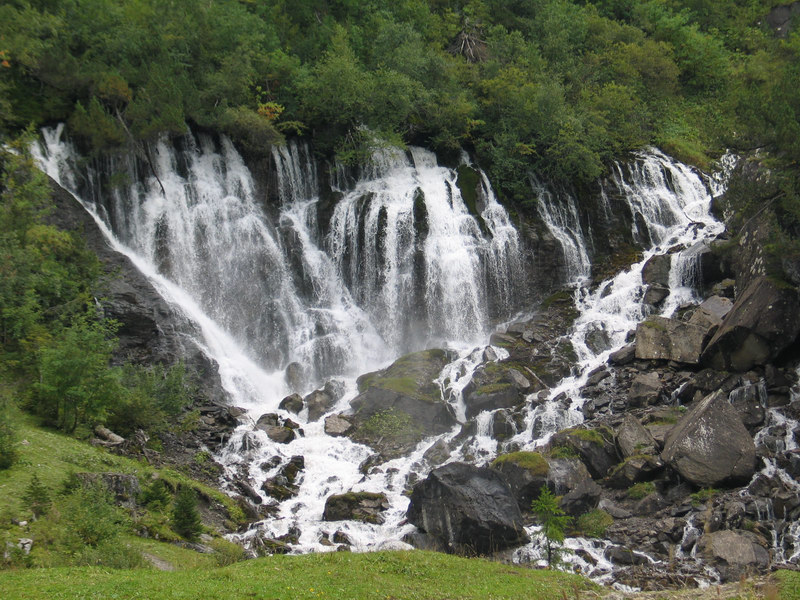
지벤브루넨 폭포

렝크의 면적은 122.96 k㎡이다. 2012년 기준으로 총 44.82k㎡(36.4%)가 농업용으로 사용되며, 28.32k㎡(23.0%)가 산림이다. 나머지 시정촌은 2.4k㎡(2.0%)가 정착(건물 또는 도로), 1.12k㎡(0.9%)가 강 또는 호수이고 46.38k㎡(37.7%)는 불모지지이다.
같은 해 주택과 건물이 1.1%, 교통 인프라가 0.7%를 차지했다. 전체 토지 면적의 총 17.7%는 숲이 우거져 있고 3.6%는 과수원이나 작은 나무 군락으로 덮여 있다. 농경지 중 7.9%는 목초지이고 28.5%는 고산 목초지로 사용된다. 시정촌의 물중 0.2%는 호수에, 0.7%는 강과 시내에 있다. 비생산적인 지역 중 5.8%는 비생산적인 초목, 23.4%는 초목이 자라기에는 너무 바위가 많은 지역, 8.5%는 빙하로 덮여 있다.
그것은 베른 고원의 지멘탈 계곡에 놓여 있다. 렝크는 베른에서 80km, 몽트뢰에서 100km 떨어져 있다.
렝크는 지멘탈에서 가장 높은 자치체이다. 지자체에는 많은 산이 포함되어 있으며, 그중 가장 높은 산은 빌트슈트루벨(3,243m)이다. 빌트슈트루벨 아래에 지벤브루넨(‘일곱 개의 분수’) 옆에 지메강이 흐르고 이 강에서 지멘탈(‘ Simme Valley’)이라는 이름이 붙여졌다. 많은 개울이 지메강으로 흐르며, 이피크 수로, 이피크 폭포(폭포) 및 이피크 호수(호수)는 등산객의 명소가 되었다. 근처에 있는 다른 산으로는 빌트호른(3248m)과 니제호른(2776m)이 있으며, 일반적으로 렝크에서 시작되는 트레킹 루트를 통해 도달한다.
큰 시정촌에는 에게르텐 및 브란트의 협동농장(Bäuerten)과 렝크, 구텐브루넨, 및 푀쉔리트 마을이 포함된다.
2009년 12월 31일에 시정촌의 이전 구역인 오버지멘탈구가 해산되었다. 다음 날 2010년 1월 1일에 새로 생성된 오버지멘탈-자넨구에 편입되었다.

## 인구통계

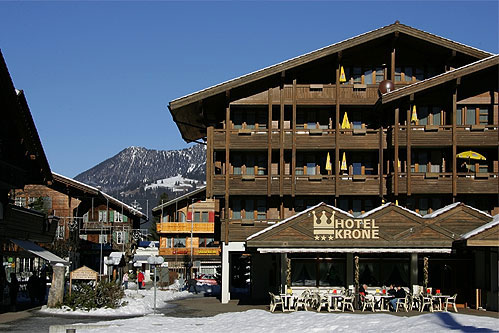
렝크의 크로네 호텔과 크로네 광장

2020년 12월 기준, 렝크의 인구는 2,314명이다. 2011년 기준으로 인구의 14.5%가 거주하는 외국인이다. 지난 1년(2010-2011년) 동안 인구는 2.1%의 비율로 변경되었다. 이민은 1.5%, 출생 및 사망은 0.2%를 차지했다.
2000년 기준, 인구 대부분인 2,201명(94.2%)이 독일어를 모국어로 사용하고, 세르보크로아티아어가 36명(1.5%)으로 두 번째로 많이 사용하고, 포르투갈어가 27명(1.2%)으로 세 번째로 사용된다. 프랑스어를 할 줄 아는 사람이 14명, 이탈리아어를 할 줄 아는 사람이 5명, 로만쉬어를 할 줄 아는 사람이 5명 있다.
2008년 기준으로 인구는 남성 49.5%, 여성 50.5%이다. 인구는 1,022명의 스위스 남성(인구의 42.6%)과 166명(6.9%)의 비스위스계 남성으로 구성되었다. 스위스 여성은 1,078명(44.9%), 비스위스계 여성은 133명(5.5%)이었다. 지자체의 인구 중 1,177명(약 50.4%)이 2000년에 렝크에서 태어나 그곳에서 살았다. 같은 주에서 태어난 613명(26.2%)이 있었고, 스위스의 타지에서 태어난 238명(10.2%)이 있었다. 216명(9.2%)은 스위스 이외의 외국 지역에서 태어났다.
2011년 기준으로 아동·청소년(0~19세)이 18.4%, 성인(20~64세)이 62.2%, 노인(64세 이상)이 19.4%를 차지한다.
2000년 기준으로 시정촌에서 미혼이거나, 독신인 사람은 953명이다. 기혼자는 1,157명, 미망인은 161명, 이혼한 사람은 66명이었다.
2010년 기준 1인 가구는 348가구, 5인 이상 가구는 70가구이다. 2000년 기준으로 상시 분양된 아파트는 총 876세대(전체의 35.0%)였으며, 성수기 분양 아파트는 1,514세대(60.5%), 공실은 111세대(4.4%)였다. 2010년 시정촌 공실률은 0.3%였다. 2011년에 단독 주택은 시정촌 전체 주택의 29.6%를 차지했다.
역사적 인구는 다음 차트에 나와 있다.

## 경제
2011년 기준으로 렝크의 실업률은 1.65%였다. 2008년 기준으로 시정촌에 고용된 사람은 총 1,584명이다. 이 중 1차 경제 부문에 350명이 고용되었고, 이 부문에 약 121개 기업이 참여했다. 264명이 2차 부문에 고용되었고, 이 부문에 43개의 기업이 있었다. 970명이 3차 부문에 고용되었으며, 이 부문에는 129개의 기업이 있다. 시정촌 주민은 1,267명으로 일정 정도 고용되었으며, 그중 여성이 전체 노동력의 42.9%를 차지하였다.
2008년에는 총 1,230개의 정규직에 상응하는 일자리가 있었다. 1차 부문의 일자리 수는 201개였으며, 그중 178개는 농업에, 23개는 임업 또는 목재 생산에 종사했다. 2차 부문의 일자리 수는 241개였으며, 그중 86개(35.7%)는 제조, 150개(62.2%)는 건설에 종사했다. 3차 부문의 일자리 수는 788개였다. 3차 부문의 경우; 136개(17.3%)는 도소매 또는 자동차 수리, 30개(3.8%)는 상품의 이동 및 보관, 444개(56.3%)는 호텔 또는 레스토랑, 10개(1.3%)는 보험 또는 금융업이었다. 산업, 36개(4.6%)는 기술 전문가 또는 과학자, 22개(2.8%)는 교육, 39개(4.9%)는 의료 분야에 있었다.
2000년 기준으로 시정촌으로 출퇴근하는 근로자는 268명, 출퇴근 근로자는 203명이었다. 지자체는 근로자의 순수입 지자체이며, 떠날 때마다 약 1.3명의 근로자가 지자체에 들어간다. 총 1,064명의 근로자(시 전체 근로자 1,332명의 79.9%)가 렝크에 거주하고 일했다. 근로 인구의 6.1%는 출퇴근을 위해 대중교통을 이용했고, 44.6%는 자가용을 이용했다.
2011년 150,000 CHF를 버는 렝크의 기혼 거주자에 대한 평균 지방 및 주 세율은 13.2%인 반면 미혼 거주자의 세율은 19.4%였다. 비교를 위해 같은 해 전체 광저우의 평균 비율은 14.2%와 22.0%인 반면 전국 평균은 각각 12.3%와 21.1%였다.
2009년에 지자체에는 총 989명의 납세자가 있었다. 그 중 248명이 연간 75,000CHF 이상을 벌었다. 1년에 15,000에서 20,000 사이를 버는 사람이 11명 있었다. 가장 많은 수의 근로자인 266명이 연간 50,000~75,000CHF를 벌었다. 렝크에 있는 75,000 CHF 이상 그룹의 평균 수입은 113,484 CHF인 반면, 스위스 전체의 평균은 130,478 CHF였다.
2011년에는 전체 인구의 1.3%가 정부로부터 직접적인 재정 지원을 받았다.

## 종교

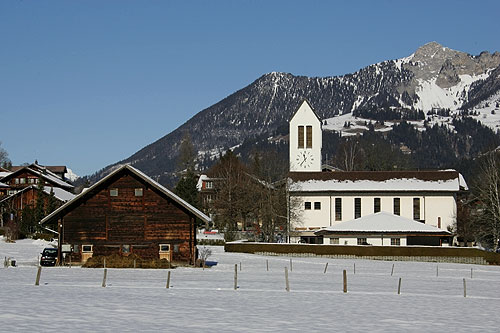
렝크의 마을 교회

2000년 인구 조사에 따르면 1,794명(76.8%)이 스위스 개혁 교회에 속했고. 181명(7.7%)이 로마 가톨릭 신자였다. 나머지 인구 중 정교회 교인은 57명 (인구의 약 2.44%)이었고, 다른 기독교 교인은 108명(인구의 약 4.62%)이었다. 무슬림은 25명(인구의 약 1.07%)이었다. 힌두교인이 4명 있었다. 95명(인구의 약 4.07%)이 교회에 속하지 않고, 불가지론자 또는 무신론자이며, 73명(인구의 약 3.12%)이 질문에 대답하지 않았다.

## 교육

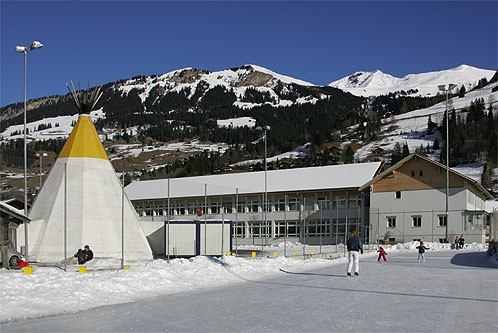
렝크의 학교 건물

렝크에서는 인구의 약 52.1%가 필수가 아닌 고등 교육을 이수했으며, 12.4%가 추가 고등교육( 대학 또는 응용학문대학)을 이수했다. 인구 조사에 나와 있는 어떤 형태의 고등교육을 이수한 179명 중 73.2%가 스위스 남성, 17.9%가 스위스 여성, 6.7%가 비스위스계 남성이었다.
베른주 학교 시스템은 1년의 의무 없는 유치원, 6년의 초등학교를 제공한다. 이후 3년 동안의 의무적 중학교 과정을 거쳐 학생들을 능력과 적성에 따라 구분한다. 중학교 이하 학생들은 추가 교육을 받거나 견습 과정에 들어갈 수 있다.
2011-12학년도 동안 총 203명의 학생이 렝크의 수업에 참석했다. 시정촌에는 총 26명의 학생이 있는 2개의 유치원 수업이 있었다. 유치원생 중 7.7%는 스위스의 영주권 또는 임시 거주자(시민권 아님)였으며, 3.8%는 교실 언어와 다른 모국어를 사용한다. 지자체에는 6개의 초등 학급과 112명의 학생이 있었다. 초등학생 중 10.7%는 스위스의 영주권 또는 임시 거주자(시민권 아님)였으며, 9.8%는 교실 언어와 다른 모국어를 사용한다. 같은 해에 총 65명의 학생이 있는 3개의 중학교가 있었다. 15.4%가 스위스의 영주권자 또는 임시 거주자(시민이 아님)였으며, 15.4%는 교실 언어와 다른 모국어를 사용했다.
2000년 기준으로, 시정촌의 모든 학교에 다니는 학생은 총 265명이다. 그중 253명은 시에서 거주하고 학교에 다녔고 12명의 학생은 다른 시에서 왔다. 같은 해에 78명의 주민들이 시외 학교에 다녔다.
렝크에는 렝크 시립 도서관이 있다. 도서관은 (2008년 현재) 4,698권의 책 또는 기타 매체를 보유하고 있으며, 같은 해에 9,570권을 대출했다. 그해에는 주당 평균 6시간씩 총 304일을 열었다.

## 관광

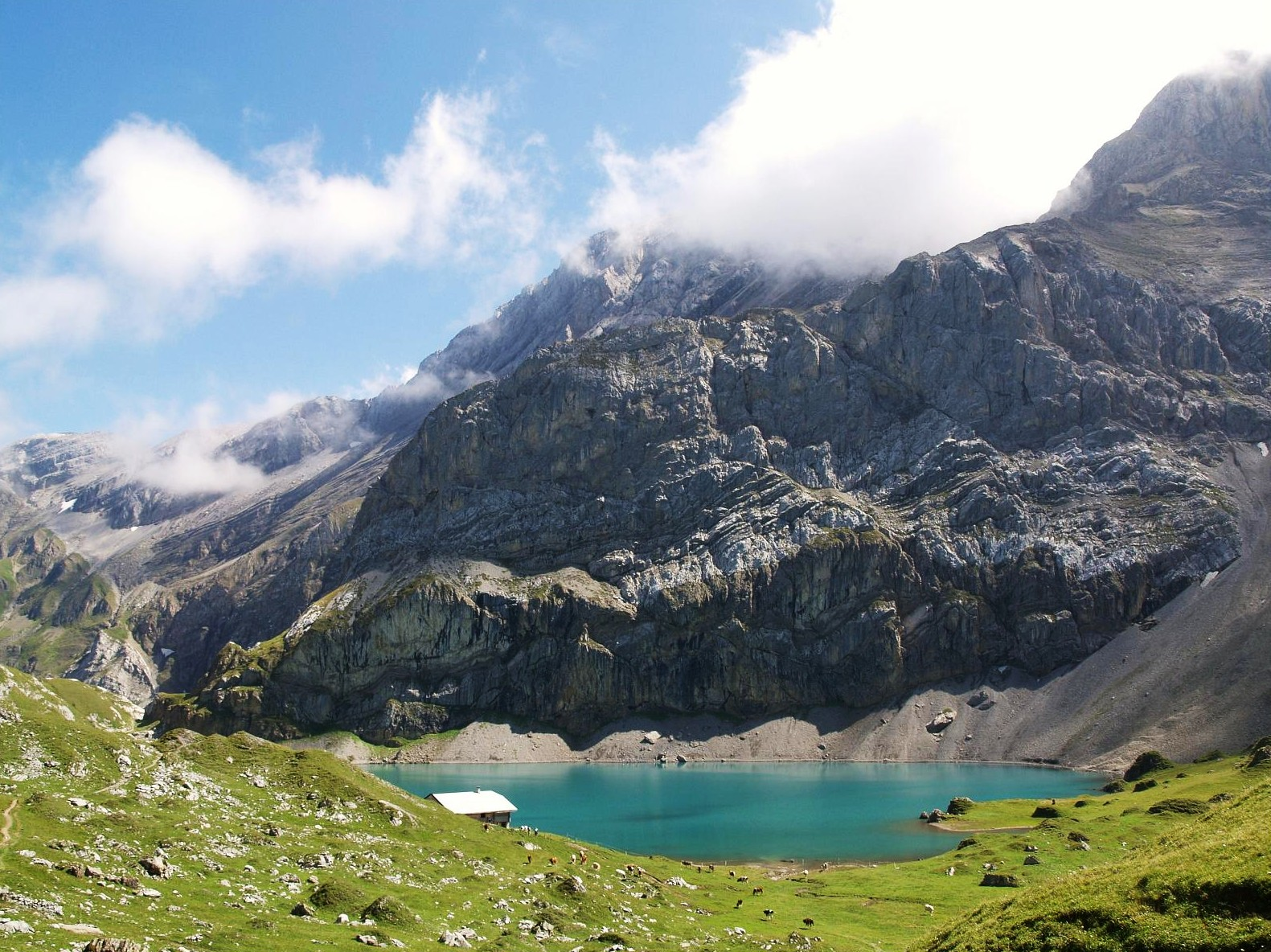
이피크 호수

지자체는 특히 겨울 스포츠에 대한 관광에 의존한다. 렝크에는 800개의 호텔 침대를 포함하여 약 5,000명의 손님을 수용할 수 있는 숙박 시설이 있다. 이것은 거의 2000년의 마을에 있다. 스키 리조트가 있는 곳으로 그것이 위치한 계곡의 양쪽에서 운영된다. 렝크는 츠바이지멘 마을과 철도로 연결되어 있다.
2010년에는 스위스 최초의 부티크 호텔 경영 대학인 스위스 호텔 경영 대학(Swiss College of Hospitality Management, SHML)이 렝크에 문을 열었다. 과정은 영어로 진행되며, 여러 학부 및 대학원 및 MBA 학위를 포함한다.
렝커호프라는 5성급 호텔도 있다.

## 교통

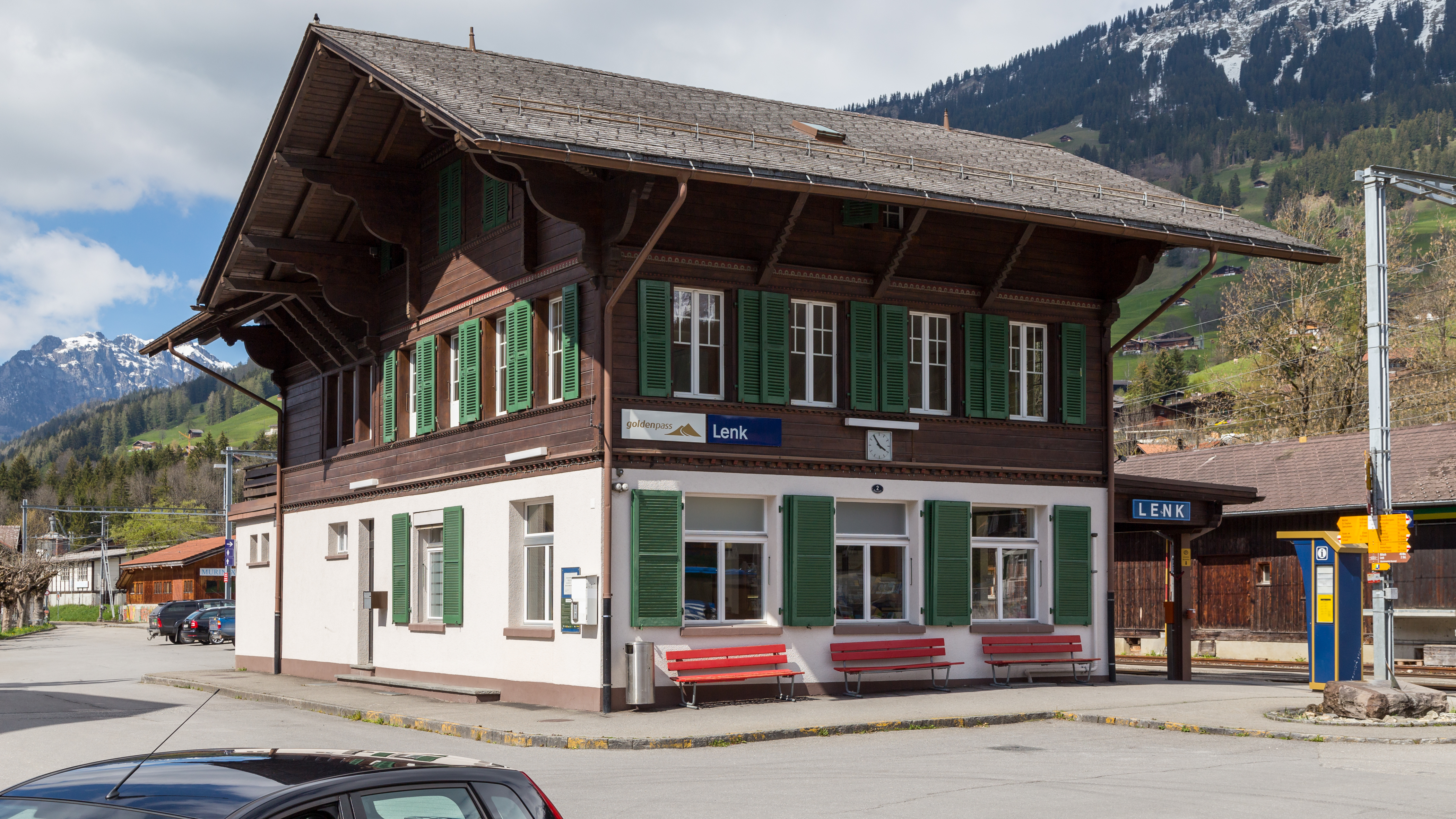
MOB-렝크역

철도 시대가 시작된 이래로 지멘탈을 통해 발레주까지 철도를 건설하려는 여러 야망이 있었다. 첫 번째 프로젝트는 표준궤 철도였는데, 이 철도는 슈톡호른과 빌트스트루벨 대산괴를 통과하는 2개의 터널을 통해 베른과 심플론 터널을 연결하고, 이탈리아까지 연결해야 했다. 그러나 증기 철도 프로젝트는 전철 뢰취베르크 변형에 의해 패배했다. 1912년 MOB 노선 츠바이지멘-렝크가 개통되었을 때 발레주까지 라빌 철도를 건설할 계획이 있었지만, 실현되지 않았다.
라빌 고개를 넘는 도로 또는 이를 통과하는 도로는 항상 문제였다. 첫 번째 아이디어는 길이가 1.6km에 불과한 터널이 있는 크랜스-몬타나로 가는 통과 도로였다. 1950년대 말 국도망의 일환으로 A6 고속도로를 지멘탈에서 A9 고속도로까지 연장하는 형태의 보다 야심찬 사업이 있었다. 발레주에서 약 4km 길이의 라빌 터널로 계획되었다. 이 도로는 정점이 높아 여름에만 통행이 가능하고, 비용 대비 효과가 낮았을 것이기 때문에 이 아이디어는 곧 폐기되고, 대신 길이 9.8km의 방한 터널 건설이 계획되었다. 그러나 논쟁의 여지가 있는 고속도로 프로젝트는 발레주의 강력한 반대에도 불구하고 지멘탈 사람들의 강력한 저항과 라빌의 불리한 지질 조건으로 인해 거부되었다.